# Sœurs de Saint François de Sales de Leuze
Die Congregation Sœurs de Saint François de Sales, die ihr Mutterhaus im Hennegau hatte, war seit 1697 in Belgien ansässig und ging 1929 auch in die Kongo-Mission, wo sie in den 1930er-Jahren drei Konvente unterhielt.
Der Orden war hauptsächlich in der Krankenpflege tätig, jedoch auch im Schuldienst anzutreffen.